# Never Die Young
Never Die Young è il tredicesimo album in studio di James Taylor, pubblicato nel gennaio del 1988.

## Tracce
Brani composti da James Taylor, eccetto dove indicato
Lato A
1. Never Die Young – 4:24
2. T-Bone – 3:52 (Billy Payne, James Taylor)
3. Baby Boom Baby – 4:57 (Zach Wiesner, James Taylor)
4. Runaway Boy – 4:17
5. Valentine's Day – 2:35

Durata totale: 20:05
Lato B
1. Sun on the Moon – 4:09
2. Sweet Potato Pie – 3:30
3. Home by Another Way – 3:49 (Timothy Mayer, James Taylor)
4. Letter in the Mail – 4:43
5. First of May – 4:00

Durata totale: 20:11

## Musicisti
- James Taylor - chitarre, voce, accompagnamento vocale
- Bob Mann - chitarre
- Dan Dugmore - chitarra pedal steel, banjo
- Don Grolnick - tastiere, produttore
- Leland Sklar - basso
- Carlos Vega - batteria, percussioni
- Arnold McCuller - accompagnamento vocale
- Rosemary Butler - accompagnamento vocale

Ospiti
- David Lasley - accompagnamento vocale (brani: Never Die Young, First of May e Sun on the Moon)
- Lani Growes - accompagnamento vocale (brani: Never Die Young, First of May e Sun on the Moon)
- Michael Brecker - sassofono tenore (brani: Baby Boom Baby e T-Bone)
- Cafe Edson A. da Silva - percussioni (brano: First of May)
- Jay Leonhart - basso acustico (brano: Valentine's Day)
- Jeff Mironov - chitarra aggiunta (brani: Sun on the Moon e T-Bone)
- Mark O'Connor - violino (brani: Valentine's Day e Runaway Boy)
- Billy Payne - sintetizzatori (brani: T-Bone e Runaway Boy)
- Greg Fingers Taylor - armonica (brano: Home by Another Way)

Note aggiuntive
- James Farber - ingegnere del suono, mixaggio
- Don Rodenbach - assistente ingegnere del suono
- Peter Stiglin - coordinatore alla produzione
- Edd Kolakowski - assistente alla produzione
- Robby Kilgore - programmazione ai sintetizzatori
- Clifford Carter - programmazione ai sintetizzatori[1]